# لا دوفین
لا دوفین (به انگلیسی: La Dauphine) یک کشتی بود.